# Autonome Instandhaltung
Die autonome Instandhaltung ist eine der Säulen des Total Productive Maintenance (TPM). Der Grundgedanke dieser aus Japan stammenden Instandhaltungsstrategie besteht darin, dass für Instandhaltungsmaßnahmen nicht zwingend Instandhaltungsmitarbeiter benötigt werden. Ganz im Gegenteil, wenn für jede kleine Reparatur oder Wartung ein Instandhaltungsmitarbeiter gerufen werden muss, vergeht oft viel Zeit in der Anlagen und Personal unbeschäftigt sind.
Daher kann es sich lohnen, Produktionsmitarbeiter in die Funktionsweise von ihrer Anlage einzuweisen, um einfache Instandhaltungsaufgaben, wie zum Beispiel kleinere Wartungsmaßnahmen, durchzuführen. Dies hat vor allem zwei Vorteile.
Zum einen werden durch die Verteilung der Instandhaltungsaufgaben die Instandhaltungsmitarbeiter entlastet. Sie können sich besser um kompliziertere Instandsetzungsmaßnahmen kümmern, die einer speziellen Qualifikation bedürfen und sich intensiver mit der Analyse von Schwachstellen oder Verbesserungsmaßnahmen auseinandersetzen.
Zum anderen setzt sich der Produktionsmitarbeiter mit der Funktionsweise seiner Anlage auseinander und lernt sie kennen. Außerdem können die Maschinenbediener ihre Erfahrung aus der Produktion mit in die Instandhaltung bringen und umgekehrt.